# Karl-Marx-Straße (metrostation)
Karl-Marx-Straße is een station van de metro van Berlijn, gelegen onder de gelijknamige straat in het centrum van het Berlijnse stadsdeel Neukölln. Het metrostation opende op 11 april 1926 onder de naam Bergstraße en was een aantal jaren het zuidoostelijke eindpunt van lijn CI. Tegenwoordig wordt station Karl-Marx-Straße bediend door lijn U7.
Het Berlijnse stadsbestuur kampte bij de aanleg van de Nord-Süd-Bahn (lijn C, tegenwoordig U6/U7) met een constant gebrek aan financiële middelen, waardoor de lijn na de opening in 1923 steeds in kleine etappes werd verlengd. Op 19 april 1924 werden de stations Mehringdamm en Gneisenaustraße opengesteld en op 14 december van hetzelfde jaar volgde station Hasenheide (nu Südstern). Verdere verlenging zou pas drie en een half jaar later volgen: op 11 april 1926 bereikte de lijn zijn nieuwe eindpunt Bergstraße via de stations Hermannplatz en Rathaus Neukölln. Bergstraße zou niet lang het eindstation blijven: op 21 december 1930 werd lijn CI doorgetrokken naar station Grenzallee.
Alle genoemde stations werden ontworpen door Alfred Grenander, dé architect van de beginperiode van de Berlijnse metro. Het uiterlijk van station Karl-Marx-Straße lijkt sterk op dat van de naburige stations Südstern en Rathaus Neukölln, maar onderscheidt zich van de genoemde stations door zijn kenkleur. Het principe van herkenningskleuren paste Grenander veelvuldig toe bij volgens standaardontwerpen gebouwde stations. Station Karl-Marx-Straße heeft de kenkleur groen, die tot uitdrukking komt in de betegeling van de steunpilaren op het perron en de omlijstingen van de stationsborden. De wanden werden bekleed met beige tegels. In de oudere stations van de Nord-Süd-Bahn
(geopend in 1923) had men dusdanig op de inrichting van de stations moeten bezuinigen dat de wanden niet betegeld werden, maar een eenvoudige bekleding van pleister kregen. Voor de aankleding van de stations in Neukölln werden voor het eerst weer tegels gebruikt – de economische situatie was enigszins verbeterd. Om toch kosten te sparen koos men voor koudglazuurtegels, die goedkoper zijn dan de gebrande variant.

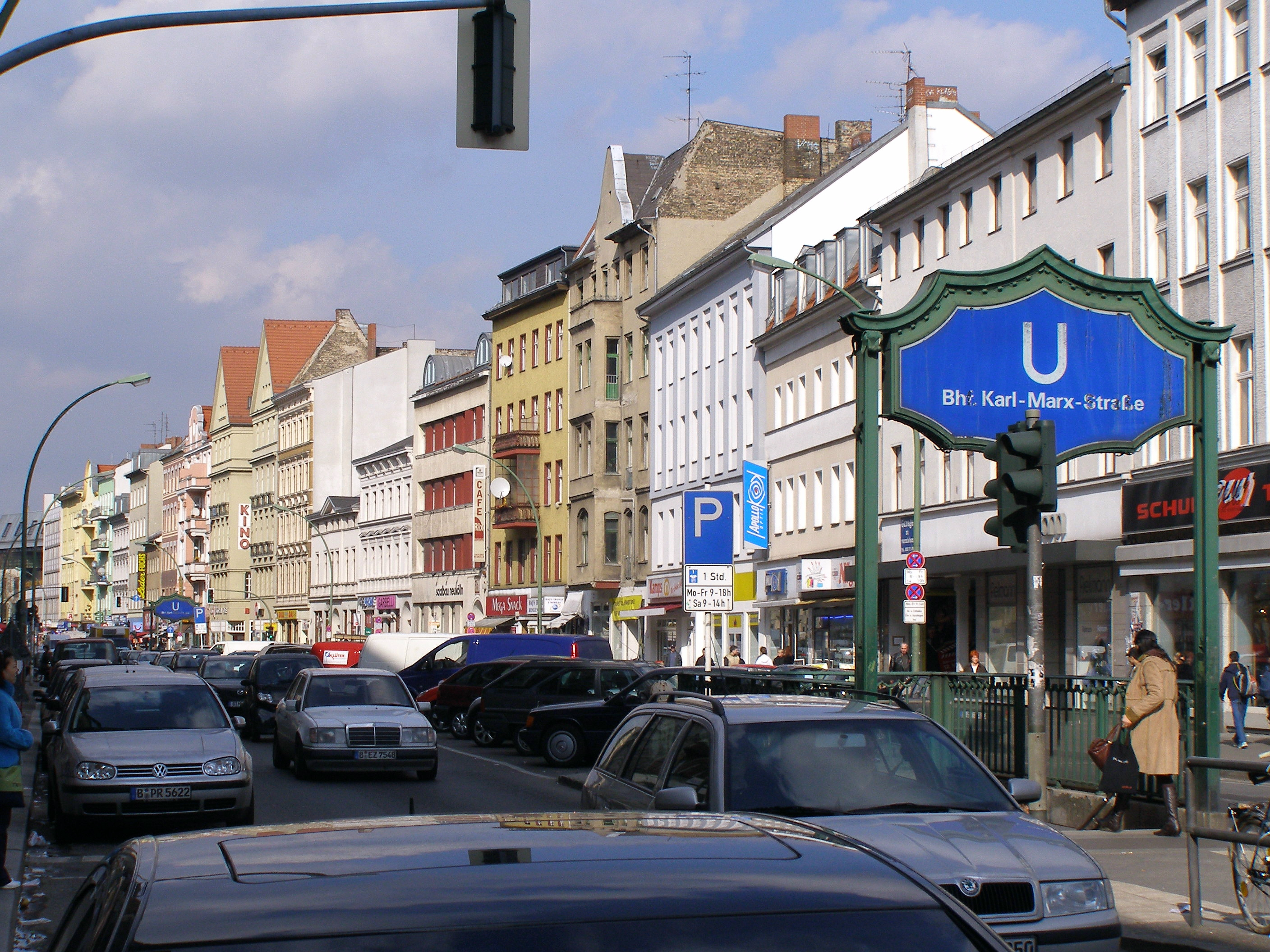
De toegangen tot station Karl-Marx-Straße worden gemarkeerd door de markante, voor de Nord-Süd-Bahn kenmerkende blauwe borden.

Zoals vrijwel alle oudere stations van de Nord-Süd-Bahn ligt Karl-Marx-Straße vlak onder de straat, waardoor er geen ruimte was voor tussenverdiepingen, die in de latere stations gebruikelijk zouden worden. Aan beide uiteinden van het eilandperron leiden trappen dan ook rechtstreeks naar de middenberm van de bovenliggende straat. De toegangen werden gemarkeerd met grillige, veelhoekige blauwe borden, het handelsmerk van de Nord-Süd-Bahn. Het perron kreeg de standaardlengte van 80 meter.
Tijdens de Tweede Wereldoorlog leed de metrolijn door Neukölln nauwelijks schade. Desondanks werd de dienst op de lijn op 1 april 1944 ingekort en werd Bergstraße opnieuw het eindstation. In de tunnel richting Grenzallee moest de metro namelijk wijken voor een ondergrondse wapenfabriek. Op 25 april 1945 werd het metroverkeer in de gehele stad stilgelegd, maar minder dan een maand later, op 14 mei, was de ongeschonden Neuköllnse lijn een van de twee eerste trajecten die weer in bedrijf kwamen, al reden er aanvankelijk slechts pendeltreinen tussen Bergstraße en Hermannplatz. In 1946 werd de Bergstraße, samen met de aansluitende Berliner Straße en Willi-Walter-Straße, tot Karl-Marx-Straße omgedoopt. Ook het metrostation kreeg deze nieuwe naam.
In 1968 besloot men het perron van station Karl-Marx-Straße te verlengen tot 110 meter, wat op alle na de Nord-Süd-Bahn gebouwde lijnen meteen de standaard was geworden. De kortere perrons op de lijnen 6 en 7 hadden tot capaciteitsproblemen geleid. In 1995 volgde een sanering van het station en werd de complete betegeling vervangen, waarbij men rekening hield met de monumentenstatus van het station.
Het station is momenteel alleen te bereiken via trappen, maar uiteindelijk moeten alle Berlijnse metrostations van een lift voorzien zijn. Station Karl-Marx-Straße heeft hierbij echter geen hoge prioriteit; volgens het tijdschema van de Berlijnse Senaat zal de inbouw van een lift pas na 2010 plaatsvinden.